# Corruptissima re publica plurimae leges
«Corruptissima re publica plurimae leges» — «В самом испорченном государстве больше всего законов» — латинское крылатое выражение из сочинения историка Тацита. В нём сообщается о последних годах Римской республики (70-е — 50-е годы до н. э.):
«И тут начали появляться указы, относившиеся уже не ко всем, но к отдельным лицам, и больше всего законов было издано в дни наибольшей смуты в республике.»
Латинская фраза имеет второй вариант перевода, согласующийся с описываемыми в труде Тацита событиями: «Чем ближе государство к падению, тем больше в нём законов».